# 24 Horas de Daytona de 2023
La 61.ª edición de las 24 Horas de Daytona, oficialmente 2023 Rolex 24 at Daytona (en inglés: Rolex 24 at Daytona), se llevó a cabo entre el 28 y el 29 de enero de 2023 en el Daytona International Speedway, Daytona Beach (Florida).
El chasis número 60 de Meyer Shank Racing manejado por los pilotos Tom Blomqvist, Colin Braun, Hélio Castroneves y Simon Pagenaud, fue el ganador en la general.

## Clasificación
La pole position de cada categoría esta marcada en negrita.
| Pos.    | Clase   | N.º | Equipo                                      | Piloto             | Tiempo     | Dif     | Pos. |
| ------- | ------- | --- | ------------------------------------------- | ------------------ | ---------- | ------- | ---- |
| 1       | GTP     | 60  | Meyer Shank Racing with Curb-Agajanian      | Tom Blomqvist      | 1:34.031   | —       | 1    |
| 2       | GTP     | 7   | Porsche Penske Motorsport                   | Felipe Nasr        | 1:34.114   | +0.083  | 2    |
| 3       | GTP     | 10  | Wayne Taylor Racing with Andretti Autosport | Ricky Taylor       | 1:34.198   | +0.167  | 3    |
| 4       | GTP     | 01  | Cadillac Racing                             | Sébastien Bourdais | 1:34.262   | +0.231  | 4    |
| 5       | GTP     | 02  | Cadillac Racing                             | Alex Lynn          | 1:34.389   | +0.358  | 5    |
| 6       | GTP     | 31  | Whelen Engineering Racing                   | Pipo Derani        | 1:34.608   | +0.577  | 6    |
| 7       | GTP     | 24  | BMW M Team RLL                              | Philipp Eng        | 1:34.723   | +0.692  | 7    |
| 8       | GTP     | 25  | BMW M Team RLL                              | Nick Yelloly       | 1:34.846   | +0.815  | 8    |
| 9       | LMP2    | 52  | PR1/Mathiasen Motorsports                   | Ben Keating        | 1:40.541   | +6.510  | 10   |
| 10      | LMP2    | 35  | TDS Racing                                  | François Heriau    | 1:41.751   | +7.720  | 11   |
| 11      | LMP2    | 11  | TDS Racing                                  | Steven Thomas      | 1:41.813   | +7.782  | 12   |
| 12      | LMP2    | 88  | AF Corse                                    | François Perrodo   | 1:41.942   | +7.911  | 13   |
| 13      | LMP2    | 04  | CrowdStrike Racing by APR                   | George Kurtz       | 1:41.951   | +7.920  | 14   |
| 14      | LMP2    | 51  | Rick Ware Racing                            | Eric Lux           | 1:42.111   | +8.080  | 15   |
| 15      | LMP2    | 20  | High Class Racing                           | Dennis Andersen    | 1:42.277   | +8.246  | 16   |
| 16      | LMP3    | 33  | Sean Creech Motorsport                      | Nico Pino          | 1:43.197   | +9.166  | 20   |
| 17      | LMP3    | 36  | Andretti Autosport                          | Dakota Dickerson   | 1:43.307   | +9.276  | 21   |
| 18      | LMP3    | 38  | Performance Tech Motorsports                | Cameron Shields    | 1:43.351   | +9.320  | 22   |
| 19      | LMP3    | 43  | MRS GT-Racing                               | Guilherme Oliveira | 1:43.557   | +9.526  | 23   |
| 20      | LMP3    | 74  | Riley Motorsports                           | Gar Robinson       | 1:43.840   | +9.809  | 24   |
| 21      | LMP3    | 85  | JDC-Miller MotorSports                      | Luca Mars          | 1:43.883   | +9.852  | 25   |
| 22      | LMP2    | 18  | Era Motorsport                              | Dwight Merriman    | 1:43.965   | +9.934  | 17   |
| 23      | LMP3    | 87  | FastMD Racing                               | Yu Kanamaru        | 1:44.237   | +10.206 | 26   |
| 24      | LMP3    | 13  | AWA                                         | Orey Fidani        | 1:45.822   | +11.791 | 27   |
| 25      | GTD     | 57  | Winward Racing                              | Philip Ellis       | 1:46.093   | +12.062 | 29   |
| 26      | LMP3    | 17  | AWA                                         | Anthony Mantella   | 1:46.187   | +12.156 | 28   |
| 27      | GTD     | 75  | SunEnergy1                                  | Fabian Schiller    | 1:46.312   | +12.281 | 30   |
| 28      | GTD     | 32  | Team Korthoff Motorsports                   | Mikaël Grenier     | 1:46.705   | +12.674 | 31   |
| 29      | GTD Pro | 79  | WeatherTech Racing                          | Maro Engel         | 1:46.784   | +12.753 | 32   |
| 30      | GTD Pro | 23  | Heart of Racing Team                        | Ross Gunn          | 1:46.825   | +12.794 | 33   |
| 31      | GTD     | 93  | Racer's Edge Motorsports with WTR           | Kyle Marcelli      | 1:46.867   | +12.836 | 34   |
| 32      | GTD Pro | 14  | Vasser Sullivan Racing                      | Ben Barnicoat      | 1:46.923   | +12.892 | 35   |
| 33      | GTD     | 66  | Gradient Racing                             | Mario Farnbacher   | 1:46.960   | +12.929 | 36   |
| 34      | GTD     | 70  | Inception Racing                            | Marvin Kirchhöfer  | 1:46.979   | +12.948 | 37   |
| 35      | GTD     | 27  | Heart of Racing Team                        | Roman De Angelis   | 1:47.088   | +13.057 | 38   |
| 36      | GTD     | 12  | Vasser Sullivan Racing                      | Aaron Telitz       | 1:47.361   | +13.330 | 39   |
| 37      | GTD Pro | 3   | Corvette Racing                             | Antonio García     | 1:48.077   | +14.046 | 40   |
| 38      | GTD Pro | 64  | TGM/TF Sport                                | Owen Trinkler      | 1:48.081   | +14.050 | 41   |
| 39      | GTD Pro | 63  | Iron Lynx                                   | Andrea Caldarelli  | 1:48.233   | +14.202 | 42   |
| 40      | GTD     | 47  | Cetilar Racing                              | Antonio Fuoco      | 1:48.309   | +14.278 | 43   |
| 41      | GTD     | 19  | Iron Lynx                                   | Franck Perera      | 1:48.432   | +14.401 | 44   |
| 42      | GTD Pro | 95  | Turner Motorsport                           | Bill Auberlen      | 1:48.505   | +14.474 | 45   |
| 43      | GTD     | 1   | Paul Miller Racing                          | Madison Snow       | 1:48.526   | +14.495 | 46   |
| 44      | GTD     | 96  | Turner Motorsport                           | Robby Foley        | 1:48.756   | +14.725 | 47   |
| 45      | GTD     | 44  | Magnus Racing                               | John Potter        | 1:48.820   | +14.789 | 48   |
| 46      | GTD     | 16  | Wright Motorsports                          | Jan Heylen         | 1:48.942   | +14.911 | 49   |
| 47      | GTD Pro | 9   | Pfaff Motorsports                           | Laurens Vanthoor   | 1:48.977   | +14.946 | 50   |
| 48      | GTD     | 83  | Iron Dames                                  | Rahel Frey         | 1:48.991   | +14.960 | 51   |
| 49      | GTD     | 78  | US RaceTronics                              | Misha Goikhberg    | 1:49.075   | +15.044 | 52   |
| 50      | GTD     | 21  | AF Corse                                    | Miguel Molina      | 1:49.265   | +15.234 | 53   |
| 51      | GTD     | 77  | Wright Motorsports                          | Kévin Estre        | 1:49.358   | +15.327 | 54   |
| 52      | GTD     | 92  | Kelly-Moss with Riley                       | Jeroen Bleekemolen | 1:49.373   | +15.342 | 55   |
| 53      | GTD Pro | 62  | Risi Competizione                           | Daniel Serra       | 1:49.495   | +15.464 | 56   |
| 54      | GTD     | 91  | Kelly-Moss with Riley                       | Julien Andlauer    | 1:49.507   | +15.476 | 57   |
| 55      | GTD     | 80  | AO Racing Team                              | Harry Tincknell    | 1:49.644   | +15.613 | 58   |
| 56      | LMP2    | 8   | Tower Motorsports                           | John Farano        | 1:49.679   | +15.648 | 18   |
| 57      | GTD     | 023 | Triarsi Competizione                        | Alessio Rovera     | 1:49.763   | +15.732 | 59   |
| 58      | GTD     | 53  | MDK Motorsports                             | Jan Magnussen      | 1:50.628   | +16.597 | 60   |
| 59      | GTD     | 42  | NTE Sport                                   | Don Yount          | 1:50.873   | +16.842 | 61   |
| 60      | LMP2    | 55  | Proton Competition                          | Fred Poordad       | 1:50.969   | +16.938 | 19   |
| 61      | GTP     | 6   | Porsche Penske Motorsport                   | Nick Tandy         | Sin tiempo | —       | 9    |
| Fuente: |         |     |                                             |                    |            |         |      |

## Carrera

### Resultados
Los primeros de cada categoría esta marcada en negrita.
| Pos.    | Clase   | N.º | Equipo                                      | Pilotos                                                             | Chasis                        | Vueltas | Tiempo/Retirado |
| Pos.    | Clase   | N.º | Equipo                                      | Pilotos                                                             | Motor                         | Vueltas | Tiempo/Retirado |
| ------- | ------- | --- | ------------------------------------------- | ------------------------------------------------------------------- | ----------------------------- | ------- | --------------- |
| 1       | GTP     | 60  | Meyer Shank Racing with Curb-Agajanian      | Tom Blomqvist Colin Braun Hélio Castroneves Simon Pagenaud          | Acura ARX-06                  | 783     | 24:01:19.952    |
| 1       | GTP     | 60  | Meyer Shank Racing with Curb-Agajanian      | Tom Blomqvist Colin Braun Hélio Castroneves Simon Pagenaud          | Acura AR24e 2.4 L Turbo V6    | 783     | 24:01:19.952    |
| 2       | GTP     | 10  | Wayne Taylor Racing with Andretti Autosport | Filipe Albuquerque Louis Delétraz Brendon Hartley Ricky Taylor      | Acura ARX-06                  | 783     | +4.190          |
| 2       | GTP     | 10  | Wayne Taylor Racing with Andretti Autosport | Filipe Albuquerque Louis Delétraz Brendon Hartley Ricky Taylor      | Acura AR24e 2.4 L Turbo V6    | 783     | +4.190          |
| 3       | GTP     | 01  | Cadillac Racing                             | Sébastien Bourdais Scott Dixon Renger van der Zande                 | Cadillac V-LMDh               | 783     | +9.630          |
| 3       | GTP     | 01  | Cadillac Racing                             | Sébastien Bourdais Scott Dixon Renger van der Zande                 | Cadillac LMC55R 5.5 L V8      | 783     | +9.630          |
| 4       | GTP     | 02  | Cadillac Racing                             | Earl Bamber Alex Lynn Richard Westbrook                             | Cadillac V-LMDh               | 783     | +11.176         |
| 4       | GTP     | 02  | Cadillac Racing                             | Earl Bamber Alex Lynn Richard Westbrook                             | Cadillac LMC55R 5.5 L V8      | 783     | +11.176         |
| 5       | GTP     | 31  | Whelen Engineering Racing                   | Jack Aitken Pipo Derani Alexander Sims                              | Cadillac V-LMDh               | 771     | +12 vueltas     |
| 5       | GTP     | 31  | Whelen Engineering Racing                   | Jack Aitken Pipo Derani Alexander Sims                              | Cadillac LMC55R 5.5 L V8      | 771     | +12 vueltas     |
| 6       | GTP     | 24  | BMW M Team RLL                              | Philipp Eng Augusto Farfus Colton Herta Marco Wittmann              | BMW M Hybrid V8               | 768     | +15 vueltas     |
| 6       | GTP     | 24  | BMW M Team RLL                              | Philipp Eng Augusto Farfus Colton Herta Marco Wittmann              | BMW P66/3 4.0 L Turbo V8      | 768     | +15 vueltas     |
| 7       | LMP2    | 55  | Proton Competition                          | James Allen Gianmaria Bruni Francesco Pizzi Fred Poordad            | Oreca 07                      | 761     | +22 vueltas     |
| 7       | LMP2    | 55  | Proton Competition                          | James Allen Gianmaria Bruni Francesco Pizzi Fred Poordad            | Gibson GK428 4.2 L V8         | 761     | +22 vueltas     |
| 8       | LMP2    | 04  | CrowdStrike Racing by APR                   | Esteban Gutiérrez Ben Hanley George Kurtz Matt McMurry              | Oreca 07                      | 761     | +22 vueltas     |
| 8       | LMP2    | 04  | CrowdStrike Racing by APR                   | Esteban Gutiérrez Ben Hanley George Kurtz Matt McMurry              | Gibson GK428 4.2 L V8         | 761     | +22 vueltas     |
| 9       | LMP2    | 88  | AF Corse                                    | Julien Canal Nicklas Nielsen François Perrodo Matthieu Vaxivière    | Oreca 07                      | 761     | +22 vueltas     |
| 9       | LMP2    | 88  | AF Corse                                    | Julien Canal Nicklas Nielsen François Perrodo Matthieu Vaxivière    | Gibson GK428 4.2 L V8         | 761     | +22 vueltas     |
| 10      | LMP2    | 35  | TDS Racing                                  | Giedo van der Garde François Heriau Josh Pierson Job van Uitert     | Oreca 07                      | 761     | +22 vueltas     |
| 10      | LMP2    | 35  | TDS Racing                                  | Giedo van der Garde François Heriau Josh Pierson Job van Uitert     | Gibson GK428 4.2 L V8         | 761     | +22 vueltas     |
| 11      | LMP2    | 8   | Tower Motorsports                           | John Farano Scott McLaughlin Josef Newgarden Kyffin Simpson         | Oreca 07                      | 759     | +24 vueltas     |
| 11      | LMP2    | 8   | Tower Motorsports                           | John Farano Scott McLaughlin Josef Newgarden Kyffin Simpson         | Gibson GK428 4.2 L V8         | 759     | +24 vueltas     |
| 12      | LMP2    | 51  | Rick Ware Racing                            | Austin Cindric Devlin DeFrancesco Pietro Fittipaldi Eric Lux        | Oreca 07                      | 758     | +25 vueltas     |
| 12      | LMP2    | 51  | Rick Ware Racing                            | Austin Cindric Devlin DeFrancesco Pietro Fittipaldi Eric Lux        | Gibson GK428 4.2 L V8         | 758     | +25 vueltas     |
| 13      | LMP2    | 52  | PR1/Mathiasen Motorsports                   | Paul-Loup Chatin Ben Keating Nicolas Lapierre Alex Quinn            | Oreca 07                      | 757     | +26 vueltas     |
| 13      | LMP2    | 52  | PR1/Mathiasen Motorsports                   | Paul-Loup Chatin Ben Keating Nicolas Lapierre Alex Quinn            | Gibson GK428 4.2 L V8         | 757     | +26 vueltas     |
| 14      | GTP     | 7   | Porsche Penske Motorsport                   | Matt Campbell Michael Christensen Felipe Nasr                       | Porsche 963                   | 749     | +34 vueltas     |
| 14      | GTP     | 7   | Porsche Penske Motorsport                   | Matt Campbell Michael Christensen Felipe Nasr                       | Porsche 9RD 4.6 L Turbo V8    | 749     | +34 vueltas     |
| 15      | LMP3    | 17  | AWA                                         | Wayne Boyd Anthony Mantella Thomas Merrill Nicolás Varrone          | Duqueine M30 - D08            | 737     | +46 vueltas     |
| 15      | LMP3    | 17  | AWA                                         | Wayne Boyd Anthony Mantella Thomas Merrill Nicolás Varrone          | Nissan VK56DE 5.6 L V8        | 737     | +46 vueltas     |
| 16      | GTD     | 27  | Heart of Racing Team                        | Roman De Angelis Ian James Marco Sørensen Darren Turner             | Aston Martin Vantage AMR GT3  | 729     | +54 vueltas     |
| 16      | GTD     | 27  | Heart of Racing Team                        | Roman De Angelis Ian James Marco Sørensen Darren Turner             | Aston Martin 4.0 L Turbo V8   | 729     | +54 vueltas     |
| 17      | GTD Pro | 79  | WeatherTech Racing                          | Maro Engel Jules Gounon Daniel Juncadella Cooper MacNeil            | Mercedes-AMG GT3 Evo          | 729     | +54 vueltas     |
| 17      | GTD Pro | 79  | WeatherTech Racing                          | Maro Engel Jules Gounon Daniel Juncadella Cooper MacNeil            | Mercedes-AMG M159 6.2 L V8    | 729     | +54 vueltas     |
| 18      | GTD     | 44  | Magnus Racing                               | Andy Lally John Potter Spencer Pumpelly Nicki Thiim                 | Aston Martin Vantage AMR GT3  | 729     | +54 vueltas     |
| 18      | GTD     | 44  | Magnus Racing                               | Andy Lally John Potter Spencer Pumpelly Nicki Thiim                 | Aston Martin 4.0 L Turbo V8   | 729     | +54 vueltas     |
| 19      | GTD Pro | 3   | Corvette Racing                             | Antonio García Tommy Milner Jordan Taylor                           | Chevrolet Corvette C8.R GTD   | 729     | +54 vueltas     |
| 19      | GTD Pro | 3   | Corvette Racing                             | Antonio García Tommy Milner Jordan Taylor                           | Chevrolet 5.5 L V8            | 729     | +54 vueltas     |
| 20      | GTD Pro | 14  | Vasser Sullivan Racing                      | Ben Barnicoat Mike Conway Jack Hawksworth                           | Lexus RC F GT3                | 729     | +54 vueltas     |
| 20      | GTD Pro | 14  | Vasser Sullivan Racing                      | Ben Barnicoat Mike Conway Jack Hawksworth                           | Toyota 2UR 5.0 L V8           | 729     | +54 vueltas     |
| 21      | GTD     | 70  | Inception Racing                            | Brendan Iribe Marvin Kirchhöfer Ollie Millroy Frederik Schandorff   | McLaren 720S GT3              | 729     | +54 vueltas     |
| 21      | GTD     | 70  | Inception Racing                            | Brendan Iribe Marvin Kirchhöfer Ollie Millroy Frederik Schandorff   | McLaren M840T 4.0 L Turbo V8  | 729     | +54 vueltas     |
| 22      | GTD     | 66  | Gradient Racing                             | Mario Farnbacher Katherine Legge Marc Miller Sheena Monk            | Acura NSX GT3 Evo22           | 729     | +54 vueltas     |
| 22      | GTD     | 66  | Gradient Racing                             | Mario Farnbacher Katherine Legge Marc Miller Sheena Monk            | Acura 3.5 L Turbo V6          | 729     | +54 vueltas     |
| 23      | GTD     | 12  | Vasser Sullivan Racing                      | Kyle Kirkwood Frankie Montecalvo Aaron Telitz Parker Thompson       | Lexus RC F GT3                | 728     | +55 vueltas     |
| 23      | GTD     | 12  | Vasser Sullivan Racing                      | Kyle Kirkwood Frankie Montecalvo Aaron Telitz Parker Thompson       | Toyota 2UR 5.0 L V8           | 728     | +55 vueltas     |
| 24      | GTD Pro | 63  | Iron Lynx                                   | Mirko Bortolotti Andrea Caldarelli Romain Grosjean Jordan Pepper    | Lamborghini Huracán GT3 Evo 2 | 728     | +55 vueltas     |
| 24      | GTD Pro | 63  | Iron Lynx                                   | Mirko Bortolotti Andrea Caldarelli Romain Grosjean Jordan Pepper    | Lamborghini 5.2 L V10         | 728     | +55 vueltas     |
| 25      | GTD Pro | 9   | Pfaff Motorsports                           | Klaus Bachler Patrick Pilet Laurens Vanthoor                        | Porsche 911 GT3 R (992)       | 728     | +55 vueltas     |
| 25      | GTD Pro | 9   | Pfaff Motorsports                           | Klaus Bachler Patrick Pilet Laurens Vanthoor                        | Porsche 4.2 L Flat-6          | 728     | +55 vueltas     |
| 26      | GTD     | 93  | Racers' Edge Motorsports with WTR Andretti  | Ryan Briscoe Danny Formal Ashton Harrison Kyle Marcelli             | Acura NSX GT3 Evo22           | 727     | +56 vueltas     |
| 26      | GTD     | 93  | Racers' Edge Motorsports with WTR Andretti  | Ryan Briscoe Danny Formal Ashton Harrison Kyle Marcelli             | Acura 3.5 L Turbo V6          | 727     | +56 vueltas     |
| 27      | GTD     | 78  | US RaceTronics                              | Misha Goikhberg Benjamin Hites Marco Mapelli Loris Spinelli         | Lamborghini Huracán GT3 Evo 2 | 726     | +57 vueltas     |
| 27      | GTD     | 78  | US RaceTronics                              | Misha Goikhberg Benjamin Hites Marco Mapelli Loris Spinelli         | Lamborghini 5.2 L V10         | 726     | +57 vueltas     |
| 28      | GTD     | 1   | Paul Miller Racing                          | Corey Lewis Maxime Martin Bryan Sellers Madison Snow                | BMW M4 GT3                    | 726     | +57 vueltas     |
| 28      | GTD     | 1   | Paul Miller Racing                          | Corey Lewis Maxime Martin Bryan Sellers Madison Snow                | BMW SS58B30T0 3.0 L Turbo I6  | 726     | +57 vueltas     |
| 29      | LMP3    | 33  | Sean Creech Motorsport                      | João Barbosa Nico Pino Nolan Siegel Lance Willsey                   | Ligier JS P320                | 725     | +58 vueltas     |
| 29      | LMP3    | 33  | Sean Creech Motorsport                      | João Barbosa Nico Pino Nolan Siegel Lance Willsey                   | Nissan VK56DE 5.6 L V8        | 725     | +58 vueltas     |
| 30      | GTD     | 16  | Wright Motorsports                          | Ryan Hardwick Jan Heylen Dennis Olsen Zacharie Robichon             | Porsche 911 GT3 R (992)       | 723     | +60 vueltas     |
| 30      | GTD     | 16  | Wright Motorsports                          | Ryan Hardwick Jan Heylen Dennis Olsen Zacharie Robichon             | Porsche 4.2 L Flat-6          | 723     | +60 vueltas     |
| 31      | LMP3    | 38  | Performance Tech Motorsports                | Christopher Allen Connor Bloum John De Angelis Cameron Shields      | Ligier JS P320                | 721     | +62 vueltas     |
| 31      | LMP3    | 38  | Performance Tech Motorsports                | Christopher Allen Connor Bloum John De Angelis Cameron Shields      | Nissan VK56DE 5.6 L V8        | 721     | +62 vueltas     |
| 32      | GTD     | 023 | Triarsi Competizione                        | Andrea Bertolini Alessio Rovera Charlie Scardina Onofrio Triarsi    | Ferrari 296 GT3               | 719     | +64 vueltas     |
| 32      | GTD     | 023 | Triarsi Competizione                        | Andrea Bertolini Alessio Rovera Charlie Scardina Onofrio Triarsi    | Ferrari 3.0 L Turbo V6        | 719     | +64 vueltas     |
| 33      | GTD     | 77  | VOLT Racing with Wright Motorsports         | Alan Brynjolfsson Kévin Estre Trent Hindman Max Root                | Porsche 911 GT3 R (992)       | 719     | +64 vueltas     |
| 33      | GTD     | 77  | VOLT Racing with Wright Motorsports         | Alan Brynjolfsson Kévin Estre Trent Hindman Max Root                | Porsche 4.2 L Flat-6          | 719     | +64 vueltas     |
| 34      | GTD Pro | 53  | MDK Motorsports                             | Trenton Estep Jason Hart Mark Kvamme Jan Magnussen                  | Porsche 911 GT3 R (992)       | 717     | +66 vueltas     |
| 34      | GTD Pro | 53  | MDK Motorsports                             | Trenton Estep Jason Hart Mark Kvamme Jan Magnussen                  | Porsche 4.2 L Flat-6          | 717     | +66 vueltas     |
| 35      | LMP3    | 13  | AWA                                         | Matt Bell Orey Fidani Lars Kern Moritz Kranz                        | Duqueine M30 - D08            | 717     | +66 vueltas     |
| 35      | LMP3    | 13  | AWA                                         | Matt Bell Orey Fidani Lars Kern Moritz Kranz                        | Nissan VK56DE 5.6 L V8        | 717     | +66 vueltas     |
| 36      | GTD Pro | 23  | Heart of Racing Team                        | Ross Gunn David Pittard Alex Riberas                                | Aston Martin Vantage AMR GT3  | 716     | +67 vueltas     |
| 36      | GTD Pro | 23  | Heart of Racing Team                        | Ross Gunn David Pittard Alex Riberas                                | Aston Martin 4.0 L Turbo V8   | 716     | +67 vueltas     |
| 37      | LMP3    | 85  | JDC-Miller MotorSports                      | Till Bechtolsheimer Mason Filippi Tijmen van der Helm Luca Mars     | Duqueine M30 - D08            | 715     | +68 vueltas     |
| 37      | LMP3    | 85  | JDC-Miller MotorSports                      | Till Bechtolsheimer Mason Filippi Tijmen van der Helm Luca Mars     | Nissan VK56DE 5.6 L V8        | 715     | +68 vueltas     |
| 38      | GTD     | 19  | Iron Lynx                                   | Raffaele Giammaria Rolf Ineichen Franck Perera Claudio Schiavoni    | Lamborghini Huracán GT3 Evo 2 | 714     | +69 vueltas     |
| 38      | GTD     | 19  | Iron Lynx                                   | Raffaele Giammaria Rolf Ineichen Franck Perera Claudio Schiavoni    | Lamborghini 5.2 L V10         | 714     | +69 vueltas     |
| 39 Ret  | GTD     | 57  | Winward Racing                              | Indy Dontje Philip Ellis Daniel Morad Russell Ward                  | Mercedes-AMG GT3 Evo          | 710     | Accidente       |
| 39 Ret  | GTD     | 57  | Winward Racing                              | Indy Dontje Philip Ellis Daniel Morad Russell Ward                  | Mercedes-AMG M159 6.2 L V8    | 710     | Accidente       |
| 40      | GTD     | 80  | AO Racing Team                              | P. J. Hyett Gunnar Jeannette Sebastian Priaulx Harry Tincknell      | Porsche 911 GT3 R (992)       | 710     | +73 vueltas     |
| 40      | GTD     | 80  | AO Racing Team                              | P. J. Hyett Gunnar Jeannette Sebastian Priaulx Harry Tincknell      | Porsche 4.2 L Flat-6          | 710     | +73 vueltas     |
| 41      | GTD     | 32  | Team Korthoff Motorsports                   | Maximilian Götz Mikaël Grenier Kenton Koch Mike Skeen               | Mercedes-AMG GT3 Evo          | 709     | +74 vueltas     |
| 41      | GTD     | 32  | Team Korthoff Motorsports                   | Maximilian Götz Mikaël Grenier Kenton Koch Mike Skeen               | Mercedes-AMG M159 6.2 L V8    | 709     | +74 vueltas     |
| 42 Ret  | GTP     | 6   | Porsche Penske Motorsport                   | Dane Cameron Mathieu Jaminet Nick Tandy                             | Porsche 963                   | 700     | Caja de cambios |
| 42 Ret  | GTP     | 6   | Porsche Penske Motorsport                   | Dane Cameron Mathieu Jaminet Nick Tandy                             | Porsche 9RD 4.6 L Turbo V8    | 700     | Caja de cambios |
| 43      | GTD     | 91  | Kelly-Moss with Riley                       | Julien Andlauer Kay van Berlo Jaxon Evans Alan Metni                | Porsche 911 GT3 R (992)       | 699     | +84 vueltas     |
| 43      | GTD     | 91  | Kelly-Moss with Riley                       | Julien Andlauer Kay van Berlo Jaxon Evans Alan Metni                | Porsche 4.2 L Flat-6          | 699     | +84 vueltas     |
| 44      | GTD     | 96  | Turner Motorsport                           | Michael Dinan Robby Foley Patrick Gallagher Jens Klingmann          | BMW M4 GT3                    | 695     | +88 vueltas     |
| 44      | GTD     | 96  | Turner Motorsport                           | Michael Dinan Robby Foley Patrick Gallagher Jens Klingmann          | BMW SS58B30T0 3.0 L Turbo I6  | 695     | +88 vueltas     |
| 45      | GTD Pro | 64  | TGM/TF Sport                                | Ted Giovanis Hugh Plumb Matt Plumb Owen Trinkler                    | Aston Martin Vantage AMR GT3  | 674     | +109 vueltas    |
| 45      | GTD Pro | 64  | TGM/TF Sport                                | Ted Giovanis Hugh Plumb Matt Plumb Owen Trinkler                    | Aston Martin 4.0 L Turbo V8   | 674     | +109 vueltas    |
| 46      | GTD     | 83  | Iron Dames                                  | Sarah Bovy Rahel Frey Michelle Gatting Doriane Pin                  | Lamborghini Huracán GT3 Evo 2 | 659     | +124 vueltas    |
| 46      | GTD     | 83  | Iron Dames                                  | Sarah Bovy Rahel Frey Michelle Gatting Doriane Pin                  | Lamborghini 5.2 L V10         | 659     | +124 vueltas    |
| 47 Ret  | GTD     | 21  | AF Corse                                    | Francesco Castellacci Simon Mann Miguel Molina Luis Pérez Companc   | Ferrari 296 GT3               | 655     | Mecánicos       |
| 47 Ret  | GTD     | 21  | AF Corse                                    | Francesco Castellacci Simon Mann Miguel Molina Luis Pérez Companc   | Ferrari 3.0 L Turbo V6        | 655     | Mecánicos       |
| 48      | GTP     | 25  | BMW M Team RLL                              | Connor De Phillippi Colton Herta Sheldon van der Linde Nick Yelloly | BMW M Hybrid V8               | 652     | +131 vueltas    |
| 48      | GTP     | 25  | BMW M Team RLL                              | Connor De Phillippi Colton Herta Sheldon van der Linde Nick Yelloly | BMW P66/3 4.0 L Turbo V8      | 652     | +131 vueltas    |
| 49 Ret  | LMP2    | 20  | High Class Racing                           | Dennis Andersen Anders Fjordbach Ed Jones Raffaele Marciello        | Oreca 07                      | 646     | Accidente       |
| 49 Ret  | LMP2    | 20  | High Class Racing                           | Dennis Andersen Anders Fjordbach Ed Jones Raffaele Marciello        | Gibson GK428 4.2 L V8         | 646     | Accidente       |
| 50 Ret  | GTD Pro | 95  | Turner Motorsport                           | Bill Auberlen John Edwards Chandler Hull Bruno Spengler             | BMW M4 GT3                    | 635     | Dirección       |
| 50 Ret  | GTD Pro | 95  | Turner Motorsport                           | Bill Auberlen John Edwards Chandler Hull Bruno Spengler             | BMW SS58B30T0 3.0 L Turbo I6  | 635     | Dirección       |
| 51 Ret  | LMP3    | 87  | FastMD Racing                               | Nick Boulle Yu Kanamaru Antonio Serravalle James Vance              | Duqueine M30 - D08            | 618     | Mecánicos       |
| 51 Ret  | LMP3    | 87  | FastMD Racing                               | Nick Boulle Yu Kanamaru Antonio Serravalle James Vance              | Nissan VK56DE 5.6 L V8        | 618     | Mecánicos       |
| 52 Ret  | LMP2    | 18  | Era Motorsport                              | Ryan Dalziel Oliver Jarvis Dwight Merriman Christian Rasmussen      | Oreca 07                      | 510     | Motor           |
| 52 Ret  | LMP2    | 18  | Era Motorsport                              | Ryan Dalziel Oliver Jarvis Dwight Merriman Christian Rasmussen      | Gibson GK428 4.2 L V8         | 510     | Motor           |
| 53 Ret  | LMP3    | 36  | Andretti Autosport                          | Jarett Andretti Gabby Chaves Dakota Dickerson Rasmus Lindh          | Ligier JS P320                | 371     | Mecánicos       |
| 53 Ret  | LMP3    | 36  | Andretti Autosport                          | Jarett Andretti Gabby Chaves Dakota Dickerson Rasmus Lindh          | Nissan VK56DE 5.6 L V8        | 371     | Mecánicos       |
| 54 Ret  | LMP3    | 43  | MRS GT-Racing                               | Sebastián Álvarez Danial Frost Guilherme Oliveira Alex Vogel        | Ligier JS P320                | 368     | Incendio        |
| 54 Ret  | LMP3    | 43  | MRS GT-Racing                               | Sebastián Álvarez Danial Frost Guilherme Oliveira Alex Vogel        | Nissan VK56DE 5.6 L V8        | 368     | Incendio        |
| 55 Ret  | GTD     | 42  | NTE Sport                                   | Jaden Conwright Alessio Deledda Kerong Li Don Yount                 | Lamborghini Huracán GT3 Evo 2 | 356     | Aceite          |
| 55 Ret  | GTD     | 42  | NTE Sport                                   | Jaden Conwright Alessio Deledda Kerong Li Don Yount                 | Lamborghini 5.2 L V10         | 356     | Aceite          |
| 56 Ret  | GTD Pro | 62  | Risi Competizione                           | James Calado Alessandro Pier Guidi Davide Rigon Daniel Serra        | Ferrari 296 GT3               | 349     | Fondo plano     |
| 56 Ret  | GTD Pro | 62  | Risi Competizione                           | James Calado Alessandro Pier Guidi Davide Rigon Daniel Serra        | Ferrari 3.0 L Turbo V6        | 349     | Fondo plano     |
| 57 Ret  | GTD     | 92  | Kelly-Moss with Riley                       | Jeroen Bleekemolen David Brule Andrew Davis Alec Udell              | Porsche 911 GT3 R (992)       | 278     | Incendio        |
| 57 Ret  | GTD     | 92  | Kelly-Moss with Riley                       | Jeroen Bleekemolen David Brule Andrew Davis Alec Udell              | Porsche 4.2 L Flat-6          | 278     | Incendio        |
| 58 Ret  | LMP2    | 11  | TDS Racing                                  | Scott Huffaker Mikkel Jensen Steven Thomas Rinus VeeKay             | Oreca 07                      | 249     | Accidente       |
| 58 Ret  | LMP2    | 11  | TDS Racing                                  | Scott Huffaker Mikkel Jensen Steven Thomas Rinus VeeKay             | Gibson GK428 4.2 L V6         | 249     | Accidente       |
| 59 Ret  | GTD     | 75  | SunEnergy1 Racing                           | Kenny Habul Axcil Jefferies Fabian Schiller Luca Stolz              | Mercedes-AMG GT3 Evo          | 233     | Refrigeración   |
| 59 Ret  | GTD     | 75  | SunEnergy1 Racing                           | Kenny Habul Axcil Jefferies Fabian Schiller Luca Stolz              | Mercedes-AMG M159 6.2 L V6    | 233     | Refrigeración   |
| 60 Ret  | LMP3    | 74  | Riley Motorsports                           | Glenn van Berlo Josh Burdon Felipe Fraga Gar Robinson               | Ligier JS P320                | 89      | Motor           |
| 60 Ret  | LMP3    | 74  | Riley Motorsports                           | Glenn van Berlo Josh Burdon Felipe Fraga Gar Robinson               | Nissan VK56DE 5.6 L V6        | 89      | Motor           |
| 61 Ret  | GTD     | 47  | Cetilar Racing                              | Alessandro Balzan Antonio Fuoco Roberto Lacorte Giorgio Sernagiotto | Ferrari 296 GT3               | 44      | Fondo plano     |
| 61 Ret  | GTD     | 47  | Cetilar Racing                              | Alessandro Balzan Antonio Fuoco Roberto Lacorte Giorgio Sernagiotto | Ferrari 3.0 L Turbo V6        | 44      | Fondo plano     |
| Fuente: |         |     |                                             |                                                                     |                               |         |                 |